# 尾見浜五郎
尾見 浜五郎（おみ はまごろう、1865年6月18日（慶応元年5月25日） - 1932年（昭和7年）1月15日）は、日本の政治家。衆議院議員（2期）。

## 経歴
茨城県出身。農業を営む。村田村(のち明野町→筑西市)会議員、同村長、真壁郡会議員、同郡農会長となる。
1904年の第9回衆議院議員総選挙において茨城県郡部から無所属で立候補して当選した。1908年の第10回衆議院議員総選挙と1912年の第11回衆議院議員総選挙は不出馬。1915年の第12回衆議院議員総選挙では立憲政友会公認で立候補したが落選。1917年の第13回衆議院議員総選挙で再選。衆議院議員を2期務め、1920年の第14回衆議院議員総選挙には立候補しなかった。1932年死去。